# Sometimes She Cries
«Sometimes She Cries» es una power ballad interpretada por la banda de glam metal estadounidense Warrant, publicada a finales de octubre de 1989 como cuarto sencillo del álbum debut de estudio Dirty Rotten Filthy Stinking Rich (1989). Se ubicó en la posición No. 11 de la lista de éxitos Mainstream Rock Tracks y en la No. 20 en la lista Billboard Hot 100.

## Listas de éxitos
| Lista (1990)                 | Posición |
| ---------------------------- | -------- |
| Canadá                       | 27       |
| EE. UU. Billboard Hot 100    | 20       |
| EE. UU. Billboard Top Tracks | 11       |